# Aeropuerto de Awang
El Aeropuerto de Awang (en tagalo: Paliparan ng Awang) (IATA: CBO, ICAO: RPMC) es un aeropuerto que sirve el área general de la ciudad de Cotabato, situada en la provincia de Maguindánao, en Filipinas. Se clasifica como un aeropuerto Clase 1 (nacional importante ) por la Autoridad de Aviación Civil de Filipinas, un organismo del Departamento de Transportes y Comunicaciones que se encarga de las operaciones de todos los aeropuertos de las Filipinas, excepto los más importantes e internacionales.
Mientras que el aeropuerto sirve a la ciudad de Cotabato, está en (y deriva su nombre de ) su ubicación en el Barangay de Awang en la vecina Datu Odin Sinsuat.